# Hieracium arnellii
Hieracium arnellii es una especie de planta con flor del género Hieracium, de la familia Asteraceae, orden Asterales.

## Distribución
Hieracium arnellii se distribuye por Noruega.

## Taxonomía
Fue descrita científicamente por Dahlst. Fue publicada en Acta Horti Berg. 2(4): 97 (1894).